# 18288 Nozdrachev
A 18288 Nozdrachev (ideiglenes jelöléssel 1975 VX2) a Naprendszer kisbolygóövében található aszteroida. Tamara Mihajlovna Szmirnova fedezte fel 1975. november 2-án.